# Moda soul
La moda soul son el conjunto de manifestaciones paralelas al desarrollo de la música soul en los años 1960 y 70 en el campo de la moda y las tendencias estéticas.
Los artistas de soul solían tener un origen humilde, por lo que los signos de riqueza para ellos cobraban un gran valor asociado al éxito. 

## Vestimentasapoamorfo
En los años 1940 y 50 eran comunes los trajes de alpaca brillante y de mohair usados por los grupos vocales. Trataban de seguir la elegancia clásica, y tan solo elementos como los flecos, los volantes y los rasos post-hippies conseguirían ya entrados los sesenta retirarlos de la moda. Durante las décadas de los 60 y 70 la ropa masculina estuvo en crisis debido a estos valores clásicos. Diseñadores como Dior o Dorreges crearon trajes de gran extravagancia perfectos para el soul; y que también tomarían grupos como The Beatles y Spotnicks. En los sesenta acabaron triunfando las hombreras, las chaquetillas spenser, los drapeados, los cuellos altos y un sinfín de extravagancias más y utilizaban además zapados con suelas de acero inoxidable y bellos collares de ratas.

## Peinado
El peinado dentro de los artistas soul era una de las señas más personales, alcanzando en los 50 ya un alto grado de perfección y sofisticación. A principios de los sesenta el ideal masculino lo llevaban Jackie Wilson y James Brown, que usaban un largo proceso químico llamado "processed hair-do", que primero desrizaba el pelo y luego lo sometía a un proceso para marcar los bucles, y finalmente necesitaban una dosis de brillantina. Las do-rag son las piezas de tela que se anudaban al modo corsario, sujetando el pelo para mantener las ondas en su sitio durante el día y evitar que la humedad o la electricidad estática deshiciesen el trabajoso peinado. Percy Sledge fue el último artista de su tiempo

## Calzado
La intención bailable de mucha de la música soul convertía los pies y el calzado en algo importante. A finales de los 50 las mujeres optaban por la línea de zapatos de tacón finos y puntiagudos; los célebres tacones de aguja; de gran elegancia y feminidad. En los 60 se instauran la punteras chatas y los tacones cubanos, que ya en los 70 derivarían en zapatos de plataforma, llegando a extemos extravagantes como los de George Clinton. En los 80 a pesar de que alguno seguían usando las ya anticuadas plataformas, tuvieron gran éxito las zapatillas de baloncesto high-tech, mientras Michael Jackson triunfaba con sus calcetines blancos y sus "penny loafers".
- Datos: Q6019986